# Tina Pruschmann
Tina Pruschmann (geb. 1975 in Schmalkalden) ist eine deutsche Schriftstellerin. Bekanntheit erlangte sie durch ihre Romane Lostage und Bittere Wasser.

## Leben
Pruschmann wurde in Thüringen geboren, wuchs in Gera auf. Seit 1993 lebt sie in Leipzig. Sie hat Soziologie und Soziale Verhaltenswissenschaften studiert und in verschiedenen Berufen gearbeitet.

## Wirken
2017 erschien ihr Debütroman Lostage im Residenz Verlag. 2019 folgte – gemeinsam mit dem Fotografen Marco Warmuth – der Foto-Interview-Band gottgewollt im Mitteldeutschen Verlag. Breite Beachtung fand 2022 ihr zweiter Roman Bittere Wasser, für den sie 2025 den Lessing-Förderpreis des Landes Sachsen erhielt.
In Bittere Wasser erzählt Pruschmann die Geschichte von Ida, dem Kind zweier Artisten des DDR-Staatszirkus, das im Erzgebirge aufwächst. Nach der Wende folgt Ida zwei Zirkuselefanten in die Ukraine, wo sie im Zoo von Kiew arbeitet. Der Roman thematisiert die Vergangenheit und Gegenwart des fiktiven Kurortes Tann, der an Bad Schlema erinnert, sowie den Uranbergbau der Wismut AG. Zudem beleuchtet er die Herausforderungen einer Generation, die sich zwischen altem und neuem System orientieren muss. Für die Arbeit an Bittere Wasser reiste Tina Pruschmann in die Ukraine. Kurz nach Abschluss des Romans begann im Februar 2022 der russische Überfall auf die Ukraine, wodurch das Buch eine besondere Aktualität erhielt.
Im Sommer 2024 war sie im Vorfeld der ostdeutschen Landtagswahlen für das Projekt des Instituts für Kulturwissenschaften der Universität Leipzig: Ways across the country: democracy in transforming landscape als eine von drei Überlandschreiberin in den ländlichen Regionen Sachsens unterwegs. Die gesammelten Texte aus dem Projekt erscheinen im September 2025 unter dem Titel „Extremwetterlagen. Reportagen aus einem neuen Deutschland“ im Verbrecher Verlag.
2016 war sie eine der Gründerinnen des Vereins  Lauter Leise e.V. Kunst und Demokratie in Sachsen, dessen Projekte Kunst, Literatur und demokratisches Engagement zusammenbringen. Der Verein gründete sich aus dem Projekt „Literatur statt Brandsätze“ heraus, das im Sommer 2016 als Antwort auf die Angriffe auf Flüchtlingsunterkünfte in vielen sächsischen Regionen Lesungen mit sächsischen Autorinnen und Autoren veranstaltete. Das Projekt wurde 2018 im Wettbewerb „Aktiv für Demokratie und Toleranz“ ausgezeichnet. In dem Verein war sie bis 2019 aktiv.

## Publikationen
- 2017: Lostage (Roman), Residenz Verlag: Wien, Salzburg.
- 2019: gottgewollt (mit Marco Warmuth; Fotobuch mit biografischen Interviews mit der letzten Generation der Schwestern von der heiligen Elisabeth in Deutschland), Mitteldeutscher Verlag: Halle/Saale.
- 2020: „Dann eben September“ (Essay), in: die horen – Zeitschrift für Literatur, Kunst und Kritik (Magazine für Literatur, Kunst, Kritik), Wallstein Verlag: Göttingen.
- 2022: Bittere Wasser (Roman), Rowohlt Verlag: Hamburg.
- 2025: Extremwetterlagen – Reportagen aus einem neuen Deutschland (mit Alexander Leistner, Manja Präkels und Barbara Thériault) Verbrecher Verlag: Berlin.

## Auszeichnungen
2024 wurde Tina Pruschmann mit einem Förderpreis zum Lessing-Preis des Freistaates Sachsen ausgezeichnet.